# Imamura Hitoshi

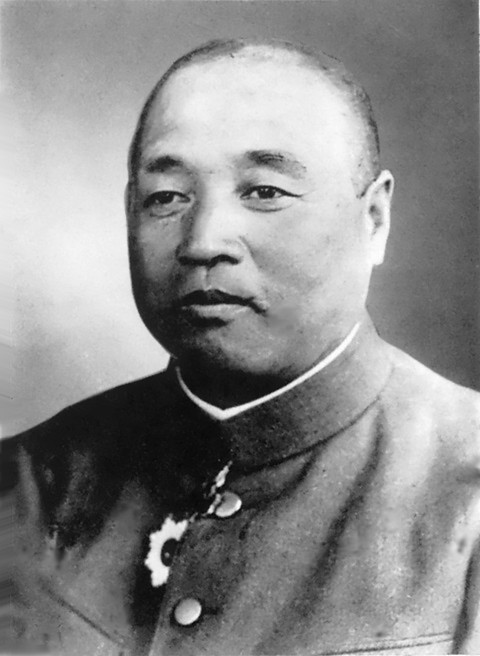
Imamura Hitoshi

Imamura Hitoshi (jap. 今村 均; * 28. Juni 1886 in Sendai, Japan; † 4. Oktober 1968) war ein General der Kaiserlich Japanischen Armee.

## Leben

### Frühe Karriere
Imamura Hitoshi wurde 1886 in Sendai als Sohn eines Richters geboren. Nach dem Abschluss der Heeresoffizierschule in Tokio im Jahr 1907 schloss er 1915 auch die Kaiserlich Japanische Heereshochschule ab. Nach verschiedenen Verwendungen und einer Beförderung zum Hauptmann im April 1917 wurde er im folgenden Jahr als Militärattaché nach England gesandt. Im April 1927 wurde er erneut als Militärattaché eingesetzt und dieses Mal nach Britisch-Indien geschickt. Nach der Beförderung zum Oberst 1930 wurde er auf verschiedenen Stabspositionen eingesetzt, bevor er von 1931 bis 1932 in der operativen Abteilung des Kaiserlich Japanischen Heeresgeneralstabs diente.

### China
Während der Vorfälle um die Erste Schlacht um Shanghai wurde er als Befehlshaber des 57. Infanterieregiments nach China geschickt, konnte jedoch bald darauf schon nach Japan zurückkehren, wo er bis 1935 Kommandant der Narashino Heeresschule war.
Im März 1935 wurde Imamura zum Generalmajor (陸軍少将, Rikugun Shōshō) befördert und übernahm das Kommando über die 40. Infanteriebrigade. Im März 1936 wurde er stellvertretender Stabschef der auf dem Gebiet des japanischen Marionettenstaats Mandschukuo stationierten Kwantung-Armee. 1937 wurde er erneut nach Japan zurückgerufen, um dort bis März 1938 die Toyama Heeresinfanterieschule zu befehligen.
Nach der Beförderung zum Generalleutnant (陸軍中将, Rikugun Chūshō) wurde er erneut nach China entsandt, wo inzwischen der Zweite Japanisch-Chinesische Krieg ausgebrochen war und übernahm dort bis 1940 den Befehl über die 5. Division.
Im Anschluss war er bis 1941 Stellvertretender Generalinspekteur der Militärausbildung, welches zu dieser Zeit einer der einflussreichsten Posten in der Kaiserlich Japanischen Armee war. Nach dem Ende dieser Tätigkeit wurde er kurzzeitig zum Oberbefehlshaber der 23. Armee ernannt.

### Pazifikkrieg
Kurz darauf wurde Imamura jedoch im November 1941 zur 16. Armee versetzt, die er während der Operation „J“ (japanische Invasion Javas) befehligte. Während der Invasion wurde der Transporter Ryujo Maru, auf welchem sich Imamura befand, vor Java im Verlauf der Schlacht in der Sundastraße von einem Torpedo getroffen und versenkt. Es gelang Imamura jedoch, sich schwimmend an Land zu retten.
Ende 1942 übernahm er den Befehl über die 8. Regionalarmee, wo er den Oberbefehl über die 17. Armee und die 18. Armee innehatte. Während dieser Zeit war er in Rabaul stationiert. Aufgrund seiner ungewöhnlich milden Behandlung der einheimischen Bevölkerung kam es während dieser Zeit häufig zu Auseinandersetzungen zwischen ihm und seinen Vorgesetzten bei der Südarmee und im Kaiserlichen Hauptquartier.
Trotz dieser Umstände wurde Imamura 1943 zum vollwertigen General ernannt. Im September 1945 unterzeichnete er zusammen mit Admiral Kusaka Jin'ichi die Kapitulation der japanischen Truppen in Neuguinea und auf den noch japanisch besetzten südpazifischen Inseln.
Nach der Kapitulation wurde Imamura in Rabaul interniert, da ihm und den Truppen unter seinem Kommando Kriegsverbrechen vorgeworfen wurden, unter anderem die Hinrichtung Kriegsgefangener. Im April 1946 schrieb er dem australischen Befehlshaber von Rabaul und bat ihn, das Verfahren gegen ihn schnell durchzuführen, um die Verfolgung von Kriegsverbrechern unter seinem Kommando zu beschleunigen.  Imamura wurde angeklagt, in vorwurfsvoller Weise die Kontrolle über seine Untergebenen vernachlässigt zu haben, was dazu führte, dass diese brutalste Kriegsgräuel und andere Kriegsverbrechen verüben konnten. Die Verhandlung in Rabaul dauerte vom 1. bis zum 16. April 1947. Imamura wurde vom Gericht dabei zu zehn Jahren Gefängnis verurteilt, welche er größtenteils im Sugamo-Gefängnis in Tokio absaß, bis er 1954 entlassen wurde. Weil er seine Strafe als zu milde ansah, baute er eine exakte Nachbildung seiner Gefängniszelle in seinem Garten, in der er lebte, bis er starb.